# NGC 24
NGC 24 је спирална галаксија у сазвежђу Вајар која се налази на NGC листи објеката дубоког неба.
Деклинација објекта је - 24° 57' 52" а ректасцензија 0h 9m 56,1s. Привидна величина (магнитуда) објекта NGC 24 износи 11,5 а фотографска магнитуда 12,2. Налази се на удаљености од 7,957 милиона парсека од Сунца. NGC 24 је још познат и под ознакама ESO 472-16, MCG -4-1-18, UGCA 2, AM 0007-251, IRAS 00073-2514, PGC 701.